# Geïsoleerde pion
In het schaakspel is een pion een geïsoleerde pion, ook wel een isolani genoemd, als er geen pionnen van dezelfde kleur op de aangrenzende lijnen staan. In het diagram zijn de witte a- en c-pionnen geïsoleerd.
Een geïsoleerde pion kan een sterkte of een zwakte zijn. Een sterkte, omdat de bezitter allemaal open lijnen heeft (in het diagram heeft wit de d-lijn) en sterke velden, maar ook een zwakte omdat de pion niet door eigen pionnen gedekt kan worden en dus moeilijk te verdedigen is.